# Lacij
Lacij (talijanski: Lazio, latinski: Latium) je regija u središnjoj Italiji s preko 5,5 milijuna stanovnika. Na sjeverozapadu regija graniči s Toskanom, na sjeveru s Umbrijom, na sjeveroistoku s Marche, na istoku s Abruzzom i Molise, na jugoistoku s Kampanijom, dok na jugozapadu izlazi na Tirensko more. Unutar ove regije nalazi se Država Vatikanskog Grada. Glavni grad Lacija je Rim.

## Etimologija
Ime regije dolazi iz plemenskih naziva starosjedilaca Lacija, od kojih su potekli stari Rimljani.
Po rimskoj mitologiji, kralj Latin je dao ime regiji. Suvremeni jezikoslovci postuliraju da naziv potječe od indoeuropskog stela- (širiti se, protezati se) i izražava ideju "ravne zemlje". O porijeklu naziva ove regije postoje još neke teorije.

## Povijest
U 6. stoljeću p. n. e. na području Lacija naselili su se Latini. U razdoblju od 340. pr. Kr. do 338. pr. Kr. Rim je pokorio područje Lacija u drugom latinskom ratu. Ovo područje postalo je središte Rimskog imperija. Nakon pada Zapadnog Rimskog Carstva Lacij je 493. pripao Odoakarovom kraljevstvu, kojeg je 536. osvojio Bizant. Godine 755., franački je kralj poklonio papi Rim i okolicu, pa je na tom području osnovana Papinska država. Godine 843. Lacij je postao dio Franačkog kraljevstva kroz Kraljevstvo Italije, ali ubrzo stječe nezavisnost. Godine 1796., Napoleon u pohodu kroz Italiju osvaja Papinsku državu i 1809. pripaja je Francuskoj. Bečkim kongresom iz 1815. ponovno se osniva Papinska država. Južni Lacij pripadao je Kraljevini dviju Sicilija. Godine 1860., Giuseppe Garibaldi počinje pohod protiv Papinske države nakon čega je ona morala ustupiti Umbriju i Marke Kraljevini Italiji. Godine 1870., biva Lacij pripojen Kraljevini Italiji. Nakon Drugog svjetskog rata je 1947., osnovana regija Lacij kao upravna jedinica.

## Zemljopis
Lacij se nalazi u središnjoj Italiji i proteže se na 17.203 km² na području između Apenina i Tirenskog mora.
Reljef regije je vrlo raznolik, a prevladavaju brdovita i brežuljkasta područja, dok se nizine nalaze većinom uz obalu.
U sjeverozapadnom dijelu regije postoje tri skupine manjih planina: Monti Volsini, Monti Cimini i Monti Sabatini. Zajednička karakteristika ovih planinskih skupina je njihovo vulkansko porijeklo čiji su dokaz jezera na svakom brdu: jezero Bolsena na Volsiniju, jezero Vico na Ciminiju i jezero Bracciano na Sabatiniju. S ovih planina reljef se spušta prema Maremmskoj nizini na zapadu i dolini Tibera na jugu, koje su dvije najsjevernije ravnice u Laciju.
U istočnom dijelu Lacija nalaze se najviši dijelovi regije, čiji je najviši vrh u Monti della Laga s 2458 m. Ovo je manji dio Apenina koji prolaze od sjeverna na jug. Ovdje se nalaze planinse skupine Monti Reatini, Monti Sabini, Monti Simbruini i Monti Ernici.
U sredini južnog Lacija, od brda Albani, nalazi se niz planinskih skupina koji se nalaze paralelno uz Apenine od kojih ih dijeli dolina Ciociaria. Iako brda Albani nisu visoko, ona su vulkanskog porijekla i na njima se nalazi veliki broj jezera kao što su jezera Albano i Nemi.
U području Rima nalaze se Pontinske močvare koje su isušene u 1930-ima. Lacijska obala je vrlo pravilna, niska i pjeskovita. Pred obalama Gaete nalazi se Pontinsko otočje koje se sastoji od šest malih vulkanskih otoka.
Tiber je najveća rijeka u regiji koja teče iz Umbrije i ulijeva se u Tirensko more. Glavne pritoke Tibera su Paglia i Treia s desne strane, te Nera i Aniene s lijeve strane.

### Klima
Klima u regiji znatno varira od područja do područja. Obično je u obalnom području temperatura 9-10°C u siječnju i 24-25°C u srpnju. U sjevernom obalnom području padalina ima vrlo malo (najmanja vrijednost od 600 mm godišnje zabilježena je u općini Montalto di Castro, koja se nalazi blizu granice s Toskanom), dok su padaline u južnom dijelu nešto obilnije, tako da u općini Formia blizu granice s Kampanijom godišnje padne oko 1000 mm padalina. U unutrašnjosti su padaline nešto češće nego u obalnom području. U unutrašnjosti su i zime nešto žešće, te se temperatura zna spustiti i ispod nule.

### Zaštićena područja
U Laciju postoji mnogo parkova, rezervata i drugih zaštićenih područja prirode. Među najvažnijima i najpoznatijima su nacionalni parkovi, kao NP Abruzzo, NP Circeo i NP Gran Sasso i Monti della Laga. 
Zadnjih nekoliko godina u regiji je proglašeno mnogo zaštićenih područja prirode kako bi se podigla svijest o očuvanju okoliša.

## Politička podjela
Sjedište regije nalazi se u Rimu. Upravno je regije podijeljena na pet pokrajina. To su: 
- Pokrajina Frosinone
- Pokrajina Latina
- Pokrajina Rieti
- Pokrajina Roma
- Pokrajina Viterbo

Ovih pet pokrajina predstavljeni su i u grbu na zastavi regije. Unutar pokrajina nalazi se sveukupno 378 općina. I to:
- 91 općina u pokrajini Frosinone
- 33 općina u pokrajini Latina
- 73 općina u pokrajini Rieti
- 121 općina u pokrajini Roma
- 60 općina u pokrajini Viterbo

U Laciju se nalaze i 22 gorske zajednice (comunità montana).

## Stanovništvo
Ova tablica prikazuje stanovništvo regije prema pokrajinama:
| Rang. | Pokrajina | Br. stan. u gl. mjestu | Br. stan. u pokrajini |
| ----- | --------- | ---------------------- | --------------------- |
| 1     | Rim       | 2.708.395              | 4.032.767             |
| 2     | Latina    | 114.728                | 532.488               |
| 3     | Frosinone | 48.200                 | 493.054               |
| 4     | Viterbo   | 60.806                 | 307.842               |
| 5     | Rieti     | 47.332                 | 155.723               |

U ovoj tablici nalaze se općine s najvećim brojem stanovnika u regiji. Općine koje su glavna mjesta pokrajina su podebljane.
| Rang. | Općina              | Pokrajina | Br. stan. |
| ----- | ------------------- | --------- | --------- |
| 1     | Rim                 | RM        | 2.708.395 |
| 2     | Latina              | LT        | 114.728   |
| 3     | Guidonia Montecelio | RM        | 77.345    |
| 4     | Aprilia             | LT        | 65.489    |
| 5     | Fiumicino           | RM        | 62.328    |
| 6     | Viterbo             | VT        | 60.806    |
| 7     | Pomezia             | RM        | 54.042    |
| 8     | Tivoli              | RM        | 52.278    |
| 9     | Civitavecchia       | RM        | 51.677    |
| 10    | Velletri            | RM        | 51.009    |
| 11    | Anzio               | RM        | 48.877    |
| 12    | Frosinone           | FR        | 48.200    |
| 13    | Rieti               | RI        | 47.332    |
| 14    | Terracina           | LT        | 42.961    |
| 15    | Nettuno             | RM        | 42.864    |

## Gospodarstvo
Ova tablica prikazuje ukupni BDP i BDP po stanovniku,  u Laciju od 2000. do 2006. godine:
|                                | 2000.     | 2001.     | 2002.     | 2003.     | 2004.     | 2005.     | 2006.     |
| ------------------------------ | --------- | --------- | --------- | --------- | --------- | --------- | --------- |
| Ukupni BDP (u milijunima eura) | 123.291,8 | 129.439,2 | 137.176,4 | 140.884,9 | 150.613,1 | 155.264,7 | 160.517,5 |
| BDP p/c (u eurima)             | 24.096,0  | 25.297,4  | 26.732,7  | 27.221,5  | 28.756,1  | 29.365,0  | 29.731,0  |

## Turističke zanimljivosti
Lacij je važan talijanskoj i europskoj kulturi zbog brojnih povijesnih, umjetničkih, arheoloških, arhitekturnih, vjerskih i kulturnih sadržaja. Velika povijesna baština grada Rima je samo dio od mnogih zanimljivosti ove regije.
Najveće turističke zanimljivosti Rima su Rimski forum, Kolosej, razni spomenici i crkve, uključujući baziliku sv. Petra, mostovi, zidine, palače i sl. Također u Rimu postoji i mnogi kulturni muzeji.
Osim Rima u Laciju postoje mnoge arheološke zanimljivosti, od rimskih, kao što su Ostia Antica, Hadrijanova vila u Tivoliju, Jupiterov hram u Terracini, Forum Appii blizu Sezze, Lavinium u Pomeziji, do etruščanskih, kao što su Banditaccijska nekropola blizu Cerveterija, Vulci itd.
Turističke atrakcije su i dobro očuvana predrimska akropola u Alatri, rimska tržnica u Ferentinu, kao i Atina i Arpino. Vrlo je značajna i opatija u Montecassinu, Subiaco i Casamari, Trisulti, Fossanova. Veliki broj turista privlače i terme u Fiuggi i Viterbu, kao i primorske gradovi Sperlonga, Sabaudia i Terracina. Također je potrebno spomenuti i područje Castelli Romani.

## Promet

### Cestovni promet
Rim je apsolutno cestovno središte pokrajine. Velike prometne gužve koje vladaju u ovom gradu putnici koji idu na jug mogu izbjeći samo autocestom. Obilaznica oko Rima uvelike pomaže rasterećenju prometa. Autoceste koje povezuju regiju su A1 (Milano i Napulj), A12 (Civitavecchia), A91 (Fiumicino) i A24 (L'Aquila).
Druge važne cestovne prometnice su Via Aurelia prema Toskani, Via Cassia za promet prema Viterbu, Via Salaria za promet prema Rieti, Via Appia za promet prema Castelli Romani i Via Pontina za promet u smjeru Latine.

### Željeznički promet
Rim je također i željezničko središte središnje Italije. Četiri glavna željeznička pravca su: tirenski (Rim-Genova, uzduž ceste Via Aurelia), sjeverni (Rim-Firenca-Bologna, uzduž ceste Via Salaria), jadranski (Rim-Pescara, uzduž ceste Via Tiburtina) i južni (Rim-Napoli, uzduž ceste Via Appia).

### Zračni promet
Sav regionalni civilni zračni promet odvija se u Fiumicinu i Ciampinu u blizini Rima.
Zračne luke za civilni promet su:
- Zračna luka Leonardo da Vinci, u Fiumicinu.
- Zračna luka Pastine, kraj Ciampina.
- Zračna luka Roma-Urbe, u Rimu.

### Pomorski promet
Civitavecchia u Rimskoj pokrajini je jedna od najvećih talijanskih luka za putnički prijevoz i važna veza sa Sardinijom. Luka ima i nove veze s Palermom, Barcelonom, Toulonom i Tunisom.
Sardinija je sezonski dostupna i preko luke u Fiumicinu, dok se za dolazak na Pontinske otoke ukrcaj vrši u Anziju ili Formiji.

### Riječni promet
Zadnjih nekoliko godina obnovljen je riječni prijevoz na Tiberu u urbanom dijelu Rima.

## Sport
U regiji djeluju dva važna nogometna kluba: A.S. Roma i S.S. Lazio.

### Važniji sportski objekti
- Olimpijski stadion u Rimu
- Stadio Flaminio
- Tre Fontane
- Stadio dei Marmi
- Stadion "Centro d'Italia" u Rieti
- Stadio della Stella Polare
- PalaLottomatica
- Palazzetto dello Sport

## Galerija fotografija
- Latina
- Rieti
- Rim
- Opatija Montecassino
- Villa Adriana
- Ostia Antica
- Tempio di Giove Anxur (Terracina)
- Arpino
- Marino
- Albano Laziale
- Frascati
- Jezero Albano (Rocca di Papa)
- Grottaferrata
- Lanuvio
- Gaeta
- Formia

## Vanjske poveznice
- (tal.)Službene stranice Regije Lacij  Arhivirana inačica izvorne stranice od 28. rujna 2005. (Wayback Machine)
- (tal.)Parkovi i prirodni rezervati u Laciju